# SugarSync
SugarSync是一项云存储服务，可实现Mac、PC或移动设备上的文件备份、访问和同步与分享。对于免费用户，每邀请一个人加入，容量增加500MB，上限為32GB。

## 简介
SugarSync是一个于2004年在加州圣马特奥县推出的文件存储网页，向用户提供备份数据，任何文件可以存储在这个网页中，包括文件、照片和音乐。除了可以从自己的电脑访问这些文件，而且包括任何移动设备，例如iPad、iPhone、iPod、Android、黑莓等等。
2011年3月2日，SugarSync在中国大陆被防火长城封锁，无法直接访问。

2014年2月8日起，SugarSync轉為付費服務，取消免費計劃(提供30天試用)，用戶需升級，才可繼續使用。

## 外部連結
- 官方网站